# 盧熊

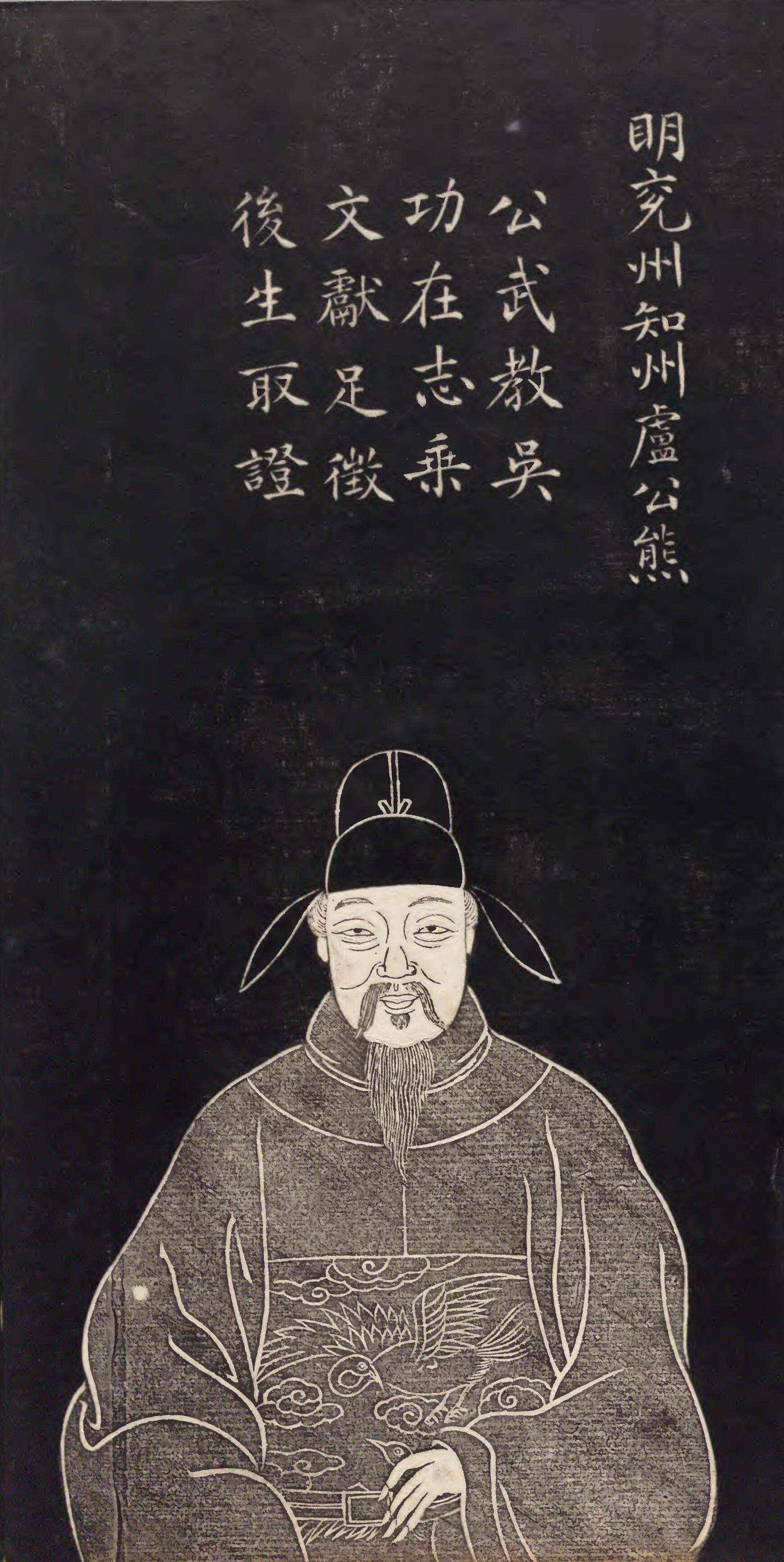
盧熊像

盧熊（?—1380年），字公武，江浙行省平江路崑山州（今江蘇崑山）人，明朝初期政治人物。盧熙之兄。
早年從學于楊維楨。元朝末年，担任吳縣學教諭。洪武年間，擔任工部照磨，洪武九年，升任中書舍人。其擔任兗州知府，后改任蘇州知府，當時恰逢浚河，盧熊竭心調度，使百姓不受侵擾。洪武十三年（1380年），因“簿录刑人家属”事連坐而死。著有《說文字源章句》、《鹿門隱書》、《蘇州志》、《衮州志》、《孔顏世系譜》、《吳邦廣記》等。